# Autobusna linija br. 164 u Zagrebu
Linija 164 (Zagreb (Savski most) – Horvati) prigradska je autobusna linija u Zagrebu.
Prometuje svaki dan na trasi: Savski most – Jadranski most – Remetinečka cesta – Karlovačka cesta – Puškarićeva ulica – Gornjostupnička cesta – Karlovačka cesta (D1) – Školska ulica – Horvati – Derdići – Premužićki put – Komari
Povezuje naselja Lučko i Horvati unutar Grada Zagreba i Gornji Stupnik u općini Stupnik sa Savskim mostom gdje se ostvaruje presjedanje na tramvaj.
Iznimno za liniju 164 putnici s područja Grada Zagreba s pokaznom kartom oznake ZG, pojedinačnom kartom jedne zone i dnevnom kartom mogu putovati preko općine Stupnik ako nastavljaju putovanje na drugi dio prometnog područja Grada Zagreba.

## Vanjske poveznice
- Vozni red linije 164

1. ↑  Datoteke u GTFS formatu. zet.hr. Pristupljeno 5. lipnja 2025. - Sadrži informacije tijela javne vlasti u skladu s Otvorenom dozvolom